# HD 58612
HD 58612，又名CD-24 5366，SAO 173697、HR 2841，是一颗恒星，视星等为5.78，位于銀經239.12，銀緯-4.32，其B1900.0坐标为赤經7h 21m 16.5s，赤緯-25° -4.32′ 11″。